# لاند أو ليكس (ويسكونسن)
لاند أو ليكس (بالإنجليزية: Land O' Lakes, Wisconsin)‏ هي بلدة تقع بولاية ويسكونسن في الولايات المتحدة. تبلغ مساحتها 246.8 (كم²)، وترتفع عن سطح البحر 535 م، بلغ عدد سكانها 861 نسمة في عام 2010 حسب إحصاء مكتب تعداد الولايات المتحدة وتصل الكثافة السكانية فيها 4.1 نسمة/كم2.

## المناخ
يظهر الجدول التالي التغييرات المناخية على مدار السنة للاند أو ليكس:
| البيانات المناخية لـلاند أو ليكس  | البيانات المناخية لـلاند أو ليكس | البيانات المناخية لـلاند أو ليكس | البيانات المناخية لـلاند أو ليكس | البيانات المناخية لـلاند أو ليكس | البيانات المناخية لـلاند أو ليكس | البيانات المناخية لـلاند أو ليكس | البيانات المناخية لـلاند أو ليكس | البيانات المناخية لـلاند أو ليكس | البيانات المناخية لـلاند أو ليكس | البيانات المناخية لـلاند أو ليكس | البيانات المناخية لـلاند أو ليكس | البيانات المناخية لـلاند أو ليكس | البيانات المناخية لـلاند أو ليكس |
| الشهر                             | يناير                            | فبراير                           | مارس                             | أبريل                            | مايو                             | يونيو                            | يوليو                            | أغسطس                            | سبتمبر                           | أكتوبر                           | نوفمبر                           | ديسمبر                           | المعدل السنوي                    |
| --------------------------------- | -------------------------------- | -------------------------------- | -------------------------------- | -------------------------------- | -------------------------------- | -------------------------------- | -------------------------------- | -------------------------------- | -------------------------------- | -------------------------------- | -------------------------------- | -------------------------------- | -------------------------------- |
| متوسط درجة الحرارة الكبرى °م (°ف) | −7 (19)                          | −7 (20)                          | 1 (34)                           | 9 (49)                           | 18 (64)                          | 24 (75)                          | 26 (78)                          | 23 (74)                          | 19 (67)                          | 12 (54)                          | 3 (37)                           | −4 (25)                          | 10 (50)                          |
| متوسط درجة الحرارة الصغرى °م (°ف) | −20 (−4)                         | −19 (−2)                         | −13 (8)                          | −4 (25)                          | 2 (36)                           | 8 (47)                           | 11 (51)                          | 9 (48)                           | 5 (41)                           | 1 (33)                           | −7 (19)                          | −14 (6)                          | −3 (26)                          |
| الهطول مم (إنش)                   | 36 (1.4)                         | 28 (1.1)                         | 48 (1.9)                         | 64 (2.5)                         | 89 (3.5)                         | 110 (4.2)                        | 110 (4.5)                        | 100 (4)                          | 94 (3.7)                         | 76 (3)                           | 56 (2.2)                         | 41 (1.6)                         | 850 (33.6)                       |
| المصدر: Weatherbase               |                                  |                                  |                                  |                                  |                                  |                                  |                                  |                                  |                                  |                                  |                                  |                                  |                                  |

## وصلات خارجية
- The US50 - Cities and Towns in Wisconsin State
- Wisconsin Cities and Towns, Facts, Map, Flag, Colleges, Government, and More